# Tátikahidegkút
Tátikahidegkút egy településrész, Zalaszántó község külterülete.

## Fekvése
Tátikahidegkút egy településrész Zala vármegyében, a Keszthelyi-fennsík közepén, a Tátika-csoportban, a Keszthely–Sümeg út mellett. Zalaszántó község külterülete, annak központjától 3 kilométerre fekszik, a Keszthely-Sümeg közt húzódó 7327-es út mentén. A település közepén ered a Gyöngyös-patak.

## Története
Legrégebbi ismert említése 1257-ből való, amikor Zalandus (Zlandus) püspök és testvérei a váruradalom részeként valószínűleg Hidegkutat is a veszprémi egyházmegyének adományozták, és ezt az adományozást IV. Béla király még abban az évben írásban meg is erősítette.
Egy adat szerint a településrészen ma átvezető út már a középkorban is létezett, sőt két vámhely is volt a Keszthely-Sümeg közti rövid szakaszon, ezek egyike Hidegkút volt.
Korábbi túraleírások kiemelték "kitűnő" forrását. Napjainkban a település része az Országos Kéktúra útvonalának.
Ma a területen csak néhány, mezőgazdasági jellegű (készenléti, szolgálati) lakótelep, illetve lakóhely, mezőgazdasági jellegű tanya található.